# Lloyd Shapley
Lloyd Stowell Shapley (Cambridge, Massachusetts; 2 de junio de 1923-Tucson, Arizona; 12 de marzo de 2016) fue un matemático y economista estadounidense.
Profesor emérito de la Universidad de California en Los Ángeles, perteneciente a los departamentos de Matemáticas y Economía. Colaboró en los campos de la economía matemática y especialmente en la teoría de juegos. Después de los trabajos de von Neumann y Morgenstern en 1940, Lloyd Shapley ha sido considerado por muchos expertos como la personificación misma de la teoría de juegos. Junto a Alvin E. Roth, fue laureado con el Premio del Banco de Suecia en Ciencias Económicas en memoria de Alfred Nobel en 2012.

## Biografía
Lloyd Shapley nació el 2 de junio de 1923, en Cambridge, Massachusetts, hijo del astrónomo Harlow Shapley. Era estudiante en Harvard cuando fue reclutado en 1943 por el ejército de los EE. UU., y en el mismo año, fue nombrado sargento del Cuerpo Aéreo del Ejército en Chengdu, China. Recibió la condecoración Estrella de Bronce por desvelar un código secreto de la Unión Soviética. Murió el 12 de marzo de 2016, en Tucson (Arizona), a los 92 años de edad, a consecuencias de la fractura de una cadera.

## Carrera científica
Después de la guerra, se matriculó en la Universidad de Harvard y se graduó con un título B.A. en Matemáticas en 1948. Después de trabajar durante un año en la RAND Corporation, volvió a la Universidad de Princeton, donde finalizó su doctorado en Filosofía en 1953. Su tesis y trabajos posdoctorales siguieron las ideas de Francis Ysidro Edgeworth introduciendo el valor de Shapley y otros conceptos de la teoría de juegos. Después de graduarse, permaneció en Princeton por un corto tiempo antes de volver a la corporación RAND de 1954 a 1981. Desde 1981 ha sido profesor en la Universidad de California en Los Ángeles (UCLA). Allí fue profesor emérito de los departamentos de Matemáticas y Economía.

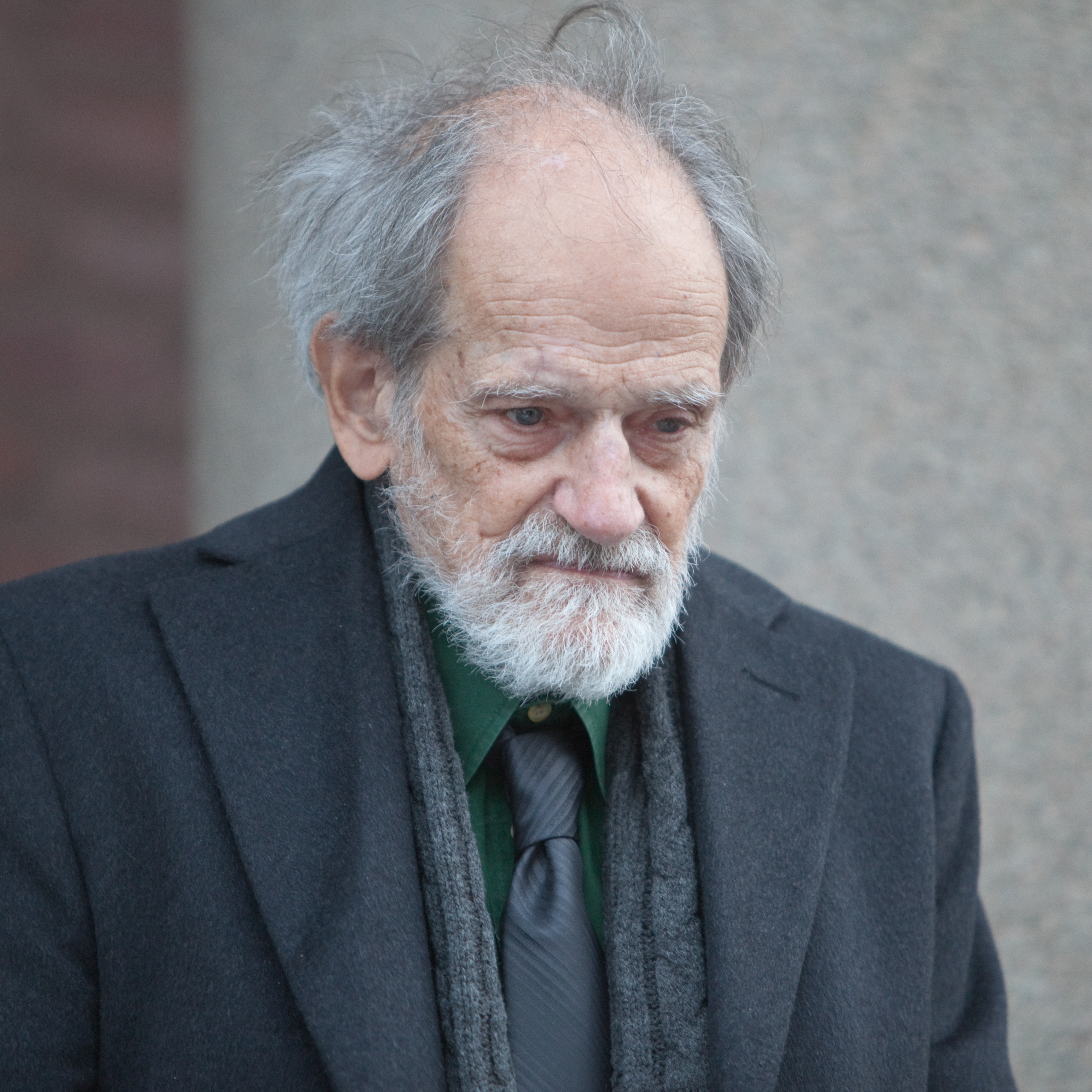
Lloyd Shapley, en una imagen de 2012.

En 1950, Shapley patentó el conocido juego de mesa So Long Sucker, junto a Mel Hausner, John Forbes Nash y Martin Shubik.

## Contribuciones a la economía
Llevan su nombre junto con el valor de Shapley, los juegos estocásticos, el teorema de Bondareva-Shapley (que implica que los juegos convexos tienen núcleos no vacíos), el índice de poder de Shapley-Shubik (para determinar el poder del voto ponderado o en bloque), el algoritmo de Gale-Shapley para el problema del matrimonio estable, el concepto de juego potencial (con Dov Monderer), la fijación de precios de Aumann-Shapley, la solución de Harsanyi-Shapley, el teorema de Snow-Shapley para juegos matriciales y el lema y teorema de Shapley-Folkman.
Según The Economist, Shapley "puede haberse considerado un matemático, pero no puede evitar ser recordado por sus enormes contribuciones a la economía". La Asociación Económica Estadounidense señaló que Shapley era "uno de los gigantes de la teoría de juegos y la teoría económica".
Además, su trabajo inicial con R. N. Snow y Samuel Karlin en juegos de matriz fue tan completo que poco se ha agregado desde entonces. Ha sido fundamental en el desarrollo de la teoría de la utilidad y fue él quien sentó las bases para la solución del problema de la existencia de conjuntos estables de Von Neumann-Morgenstern. Su trabajo con M. Maschler y B. Peleg sobre el núcleo y el nucleolo, y su trabajo con Robert Aumann sobre juegos no atómicos y sobre competencia a largo plazo han sido aportaciones fundamentales a la teoría económica.

## Premios y distinciones
- Estrella de Bronce, Cuerpo Aéreo del Ejército de los EE. UU., 1944
- Beca Procter, Princeton, 1951–52
- Beca de la Econometric Society, 1967
- Beca de la Academia Estadounidense de las Artes y las Ciencias, 1974
- Miembro de la Academia Estadounidense de las Artes y las Ciencias, 1979
- Premio de Teoría John von Neumann, 1981
- Doctorado honorífico, Universidad Hebrea de Jerusalén, 1986
- Becario INFORMS (Institute for Operations Research and the Management Sciences), 2002
- Becario distinguido, Asociación Estadounidense de Economía, 2007
- Premio del Banco de Suecia en Ciencias Económicas en memoria de Alfred Nobel, 2012

## Principales publicaciones
- A Value for n-person Games [1953], en Contributions to the Theory of Games volumen II, H.W. Kuhn y A.W. Tucker (eds.).
- Stochastic Games [1953], Proceedings of National Academy of Science Vol. 39, pp. 1095–1100.
- A Method for Evaluating the Distribution of Power in a Committee System [1954] (con Martin Shubik), American Political Science Review Vol. 48, pp. 787–792.
- College Admissions and the Stability of Marriage [1962] (con David Gale), The American Mathematical Monthly Vol. 69, pp. 9–15.
- Simple Games : An Outline of the Descriptive Theory [1962], Behavioral Science Vol. 7, pp. 59–66.
- On Balanced Sets and Cores [1967], Naval Research Logistics Quarterly Vol. 14, pp. 453–460.
- On Market Games [1969] (con Martin Shubik), Journal of Economic Theory Vol. 1, pp. 9–25.
- Utility Comparison and the Theory of Games [1969], La Decisión, pp. 251–263.
- Cores of Convex Games [1971] International Journal of Game Theory Vol. 1, pp. 11–26.
- The Assignment Game I: The Core [1971] (con Martin Shubik), International Journal of Game Theory Vol. 1, pp. 111–130.
- Values of Non-Atomic Games [1974] (con Robert Aumann), Princeton University Press.
- Mathematical Properties of the Banzhaf Power Index [1979] (con Pradeep Dubey), Mathematics of Operations Research Vol. 4, pp. 99–132.
- Long-Term Competition – A Game-Theoretic Analysis [1994] (con Robert Aumann), en Essays in Game Theory: In Honor of Michael Maschler Nimrod Megiddo (ed.), Springer-Verlag.
- Potential Games [1996] (con Dov Monderer), Games and Economic Behavior Vol. 14, pp. 124–143.
- On Authority Distributions in Organizations [2003] (con X. Hu), Games and Economic Behavior Vol. 45, pp. 132–152, 153-170.